# Vägra raggarna benzin vol. 2
Vägra Raggarna Benzin vol 2 - Punk Från Provinserna 78-82, samlingsalbum med diverse svenska punkgrupper.

## Låtlista
1. Asta Kask - Ringhals Brinner
2. Traste och Superstararna - Pengar
3. Bad Boo Band - Knulla I Bangkok
4. N-Liners - Återfall I Farten
5. The Same - Kuken I Styret
6. T.S.T - Väktarnas Värld
7. Unter Den Linden - Film Noire
8. Kriminella Gitarrer - Silvias Unge
9. Sarah Coffmann - Fri Energi
10. Etiquette Mona - Amsterdam
11. Epidemi - Häftig Brud
12. Rasta Hunden - Mina Polare
13. TT Reuter - Hör Inte Till
14. Blitzen - Dömd
15. Bugs - Uniformerade Män
16. Zyklon B - En Grogg Till
17. Svettens Söner - Fahlmans Fik
18. Vacum - Maskerad
19. Onbirds - Pompeji
20. Diestinct - Ett Gevär I Min Hand